# Yuval Raphael
Yuval Raphael (în ebraică יובל רפאל; n. 5 noiembrie 2000, Tel Aviv, Israel) este o cântăreață israeliană de muzică pop. Ea a câștigat ediția a 11-a a concursului televizat HaKokhav HaBa (Următoarea stea) și a fost aleasă ca interpreta reprezentantă a Israelului la Concursul Muzical Eurovision 2025 din Basel, Elveția, cu piesa „New Day Will Rise” a compozitoarei Keren Peles.

## Biografie
Yuval Raphael s-a născut în anul 2000 la Tel Aviv și a crescut într-un sat cooperatist din Israel - moșavul Pedaya, într-o familie cu rădăcini în vechile comunități evreiești din Irak, Kurdistanul irakian, Iran și Libia. Mătușa ei din partea tatălui, Ronit Raphael, este femeie de afaceri în domeniul cosmeticii. La vârsta de șase ani familia s-a mutat pentru trei ani la Geneva, unde Raphael a învățat într-o școală evreiască francofonă. Apoi au revenit in Israel, stabilindu-se in orașul Ra'anana. Raphael a învățat la un liceu cu orientarea de teatru și limba arabă, și după aceea a făcut serviciul militar obligatoriu în regiunea Ierusalim. 

### Măcelul de la 7 octombrie 2023
La 7 octombrie 2023, Yuval Raphael cu câteva prietene au mers la Festivalul de muzică și dans Nova care s-a ținut lângă kibuțul Re'im. Locul a fost invadat de multe sute de teroriști islamiști din organizația palestiniană Hamas, care domină din 2006 Fâșia Gaza vecină. Armata și conducerea israeliană au fost luate prin surprindere și au subapreciat amploarea evenimentului, iar participanții la festival, multe ore fără apărare, au fost uciși cu sutele și o parte dintre ei au fost răpiți și duși în Gaza. Raphael, rănită de niște șrapnele, a supraviețuit, prefăcându-se moartă și ascunzându-se vreme de opt ore sub cadavrele unor victime, într-un adăpost din kibuțul Be'eri aflat și el în apropiere.
Ulterior, în martie 2024 ea relatat în fața Comisiei ONU pentru drepturile omului despre măcelul la care a fost martoră.

## HaKokhav HaBa
În noiembrie 2024, în cadrul programului muzical „HaKokhav HaBa” (Următoarea stea) al televiziunii israeliene Raphael a interpretat piesa „Anyone” a lui Demi Lovato și a fost selectată pentru finală. În finala din 22 ianuarie 2025 a interpretat piesele „Writing's on the Wall” al lui Sam Smith și „Waterloo” a formației ABBA. Ea a câștigat finala, fiind apoi aleasă pentru a reprezenta țara ei la Concursul Eurovision 2025. La 9 martie s-a anunțat că va interpreta la Basel cântecul compozitoarei Keren Peles, New Day Will Rise, cu versuri în engleză, franceză și ebraică.